# Yūsuke Segawa
Yūsuke Segawa (瀬川 祐輔?, Segawa Yūsuke; Tokyo, 7 aprile 1994) è un calciatore giapponese, centrocampista o attaccante del Kawasaki Frontale.

## Statistiche

### Presenze e reti nei club
Statistiche aggiornate al 12 dicembre 2023.
| Stagione              | Club                  | Campionato            | Campionato | Campionato | Coppe nazionali | Coppe nazionali | Coppe nazionali | Coppe continentali | Coppe continentali | Coppe continentali | Altre coppe | Altre coppe | Altre coppe | Totale | Totale |
| Stagione              | Club                  | Comp                  | Pres       | Reti       | Comp            | Pres            | Reti            | Comp               | Pres               | Reti               | Comp        | Pres        | Reti        | Pres   | Reti   |
| --------------------- | --------------------- | --------------------- | ---------- | ---------- | --------------- | --------------- | --------------- | ------------------ | ------------------ | ------------------ | ----------- | ----------- | ----------- | ------ | ------ |
| 2016                  | Thespa Gunma          | J2                    | 42         | 13         | CG              | 0               | 0               | -                  | -                  | -                  | -           | -           | -           | 42     | 13     |
| 2017                  | Omiya Ardija          | J1                    | 16         | 2          | CG+CdL          | 2+1             | 0+1             | -                  | -                  | -                  | -           | -           | -           | 19     | 3      |
| 2018                  | Kashiwa Reysol        | J1                    | 25         | 9          | CG+CdL          | 1+4             | 0+2             | ACL                | 7                  | 1                  | -           | -           | -           | 37     | 12     |
| 2019                  | Kashiwa Reysol        | J2                    | 40         | 8          | CG+CdL          | 2+3             | 0+1             | -                  | -                  | -                  | -           | -           | -           | 45     | 9      |
| 2020                  | Kashiwa Reysol        | J1                    | 19         | 2          | CdL             | 3               | 1               | -                  | -                  | -                  | -           | -           | -           | 22     | 3      |
| 2021                  | Kashiwa Reysol        | J1                    | 18         | 2          | CG+CdL          | 1+1             | 0               | -                  | -                  | -                  | -           | -           | -           | 20     | 2      |
| Totale Kashiwa Reysol | Totale Kashiwa Reysol | Totale Kashiwa Reysol | 102        | 21         |                 | 15              | 4               |                    | 7                  | 1                  |             | -           | -           | 124    | 26     |
| 2022                  | Shonan Bellmare       | J1                    | 32         | 3          | CG+CdL          | 2+5             | 1+0             | -                  | -                  | -                  | -           | -           | -           | 39     | 4      |
| 2023                  | Kawasaki Frontale     | J1                    | 27         | 6          | CG+CdL          | 6+5             | 0+1             | ACL                | 4                  | 0                  | -           | -           | -           | 42     | 7      |
| Totale carriera       | Totale carriera       | Totale carriera       | 219        | 45         |                 | 36              | 7               |                    | 11                 | 1                  |             | -           | -           | 266    | 53     |

## Palmarès

### Club

#### Competizioni nazionali
- J2 League: 1

Kashiwa Reysol: 2019
- Coppa dell'Imperatore: 1

Kawasaki Frontale: 2023
- Supercoppa del Giappone: 1

Kawasaki Frontale: 2024